# كبلر-40

كيبلر-40 (بالإنجليزية: Kepler-40)‏، المعروف سابقا باسم KOI-428، هو نجم ذو تصنيف نجمي (ف) في كوكبة الدجاجة. ومن المعروف أن كيبلر 40 يستضيف كوكب واحد على الأقل، كبلر-40 ب . النجم أكبر كتلة من الشمس بـ 1.5 مرة، وانتهى بمرتين من حجمها. بعد اكتشافه، وهو أكبر بعد اكتشافه مع الكواكب العابرة في مداره ولوحظ أن كيبلر 40-أولا كوطن لأجرام عابرة بفضل المركبة الفضائية كبلر؛ أفرج عن البيانات على النظام للجمهور. واستخدم فريق من العلماء الفرنسيين والسويسريين بيانات المتابعة لتحديد وجود كوكب المشتري الساخن كبلر-40 ب، وبعد زيارتها نشرت نتائجها في مجلة علمية يوم 4 يناير، 2011.

## تاريخ الرصد
استهدف كيبلر 40 أولا من قبل المركبة الفضائية كبلر، وهو-زائدة الأرض عملية ناسا الذي يبحث عن الكواكب العابرة امام النجوم التي تستضيفها. وقد وصفت أنها كائن كبلر من الفائدة (KOI) خلال الأيام 33.5 الأولى من عمليات القمر الصناعي، التي امتدت من منتصف مايو إلى منتصف يونيو 2009، بسبب الكشف عن حدث عبور محتمل. صدر علنا البيانات التي تم جمعها من قبل منظار كبلر، بما في ذلك بيانات عن كبلر 40 واحتمال وجود رفيق عابرة لها.
تم تحليل بيانات عن كيبلر 40 من قبل فريق من الفلكيين الفرنسيين والسويسريين، وكان أول اختبار للايجابية كاذبا. عندما تم مسح جميع المغلوطة واضحة، استخدم الفريق العلمي في تشيلي الطيف صوفي في مرصد هوت بروفانس في جنوب فرنسا لجمع قياسات السرعة الشعاعية على النجمة. وكانت البيانات التي تم جمعها ثم فحصها لمعرفة ما إذا كان يتطابق مع تلك التي تدور حول نجم ثنائي قريب ولا من أن كوكب. تبين أن هذا كوكب، مما أدى إلى تأكيد كبلر-40 ب.
بعد أن تم تأكيد كبلر-40B، عمل الفريق العلمي الفرنسي والسويسري لتوضيح معالم النجوم نجمه من خلال تحليل الطيف النجم كما جمعتها صوفي. كبلر 40 هو النجم المضيف الكواكب المعروفة السادس مع دائرة نصف قطرها أكثر من 1.8 مرة من الشمس. [1] في وقت اكتشافه، وكان كبلر 40 النجم الأكثر تطورت معروفة لديهم الكوكب بالكوكب المتنقل.
نشرت كبلر 40 وكوكب خارج المجموعة الشمسية في مجلة الفلك والفيزياء الفلكية في 4 يناير 2011، بعد أن قدم في 15 سبتمبر 2010. [1]

## خصائص النجم
كبلر -40 هو نجم من نوع ف وهو 1.48 مرة من كتلة الشمس ونصف قطرها 2.13 مرة. نجم لديه درجة حرارة فعالة من 6510 K، مما يجعلها أكثر سخونة من الشمس. معدنية لل[الحديد / H] = 0.10 يعني أن كبلر 40 له 1.26 أضعاف الحديد باعتباره أحد يفعل.
وكان كبلر-40، في وقت اكتشافه، أكبر وأهم تطورت نجم معروف لاستضافة الكوكب بالكوكب المتنقل. فمن المعروف السادس نجمها مع دائرة نصف قطرها أكثر من 1.8 مرات من الشمس وكوكب العابرة، بعد النجوم التي تشمل كبلر-5 وكبلر-7.
كبلر 40 تقع parsecs 2700 (8,806.4 سنة ضوئية) بعيدا عن الأرض، وأبعد من أي نجم (مع مسافة معروفة) مع كوكب خارج المجموعة الشمسية اكتشفت من قبل كيبلر. مع القدر الظاهري من 14.58، وكان أيضا باهتا من أي نجم المعترف بها من قبل كيبلر. بسبب القدر الظاهري المنخفض، لا يمكن أن ينظر كيبلر 40 بالعين المجردة.

## النظام الكوكبي
كبلر-40 ب هو أول (وفقط) كوكب اكتشف حتى الآن في فلك كيبلر 40. لديه كتلة 2.2 مرات من من كوكب المشتري، أي ما يعادل من الأرض 700 أرض حجما. لديه الكوكب أيضا أن نصف قطرها هو 1.17 مرة من المشتري وكثافة 1.68 جم / CM3. كبلر-40B لديه درجة حرارة التوازن من 1620 K، أكثر من ستة مرات أكثر سخونة من درجة حرارة توازن الأرض. يدور حول نجمه كل 6.87 أيام على مسافة 0.081 .